# Beran (Kepil)
Beran is een bestuurslaag in het regentschap Wonosobo van de provincie Midden-Java, Indonesië. Beran telt 3922 inwoners (volkstelling 2010).